# أنتوني فولي
أنتوني فولي (بالإنجليزية: Anthony Foley)‏ هو لاعب اتحاد الرغبي أيرلندي، ولد في 30 أكتوبر 1973 في دوفر في المملكة المتحدة، وتوفي في 16 أكتوبر 2016 في سوريسن في فرنسا بسبب نوبة قلبية.

## وصلات خارجية
- أنتوني فولي عل موقع إسبنسكروم (الإنجليزية)